# Takaaki Tokushige
Takaaki Tokushige (japanisch 徳重 隆明 Tokushige Takaaki; * 18. Februar 1975 in der Präfektur Kagoshima) ist ein ehemaliger japanischer Fußballspieler.

## Karriere
Tokushige erlernte das Fußballspielen in der Schulmannschaft der Reimei High School. Seinen ersten Vertrag unterschrieb er 1993 bei den Denso. 2002 wechselte er zum Zweitligisten Cerezo Osaka. 2002 wurde er mit dem Verein Vizemeister der J2 League und stieg in die J1 League auf. 2003 erreichte er das Finale des Kaiserpokal. Für den Verein absolvierte er 102 Ligaspiele. 2007 wechselte er zum Zweitligisten Kyoto Sanga FC. Am Ende der Saison 2007 stieg der Verein in die J1 League auf. Für den Verein absolvierte er 90 Ligaspiele. 2009 wechselte er zum Zweitligisten Tokushima Vortis. Für den Verein absolvierte er 129 Ligaspiele. Danach spielte er bei den Nagoya SC. Ende 2014 beendete er seine Karriere als Fußballspieler.

## Erfolge
Cerezo Osaka
- Kaiserpokal

Finalist: 2003